# Nigel Dennis
Nigel Dennis (Londres, 1949-Saint Andrews, 2013) fue un hispanista británico. Se especializó en la literatura española del siglo XX y, muy destacadamente, en la figura de José Bergamín.

## Biografía
Nigel Robert Dennis nació en Londres el 13 de octubre de 1949. Estudió
en el St Catherine’s College de la Universidad de Cambridge y desde muy joven se interesó por el mundo intelectual español de los años veinte y treinta; en Cambridge se doctoró con una tesis sobre José Bergamín. Fue profesor en la Universidad de Ottawa (Canadá) durante veinte años, y desde 1996 hasta su muerte, en la de Saint Andrews, en Escocia.
Entre sus obras se encuentran ediciones y estudios decisivos sobre escritores y artistas españoles como —además de Bergamín, sobre el que llegó a ser su mayor especialista— Juan Ramón Jiménez, Ramón Gómez de la Serna, Ernesto Giménez Caballero, Manuel de Falla y Ramón Gaya, con títulos como El aposento en el aire: introducción a la poesía de José Bergamín (1983), Perfume and Poison: A Study of the Relationship Between José Bergamín and Juan Ramón Jiménez (1985) y José Bergamín: A Critical Introduction, 1920–1936 (1986), entre otros. 
Falleció en la localidad escocesa de Saint Andrews el 16 de abril de 2013.